# Szendvics képzés
A szendvics képzés a duális képzésnek egy olyan formája, ahol az egyetemi képzési időbe egy vagy több vállalati gyakorlati félév ékelődik be.

## Elnevezése
A képzés neve a képzés szerkezetére (elméleti - gyakorlati - elméleti) utal.
A BME a saját képzésének angol System of AlterNating EDucational NetWork UnIversity-Enterprise Cooperation in Hungary nevéből a SANDWICH mozaikszót alkotta meg.

## Bemutatása
A szendvics képzés egy olyan (jellemzően ipari hátterű) alternáló képzés, amelyben a tanulmányok alatt az egyetemi oktatás és az együttműködő partner cégeknél eltöltött gyakorlati időszak(ok) féléves vagy éves ciklusokban váltják egymást.
A legjellemzőbb megoldás, hogy az egyébként három éves alapképzés négy évig tart, mely során a hallgatók a harmadik évet egy vállalatnál töltik szakmai gyakorlaton, így a negyedik évben a választott területen már a valós környezetben megszerzett tapasztalataik birtokában tudják mélyíteni tudásukat, egyetemi tanulmányaikat követően pedig többnyire visszavárják őket a gyakorlati helyükre.

## A képzés előnyei

### Hallgató számára
- az oktatás részeként megérti és alkalmazni tudja, amit korábban tanult
- már az egyetemi tanulmányai alatt valós gyakorlati ismeretekre tesz szert
- a gyakorlati időszak után könnyebben és jobban megérti a további elméleti tanulmányokat
- tapasztalatot szerez a vállalati kultúrában, csapatmunkában
- gyakorlati helyére többnyire biztosított a visszatérése
- végzésüket követően azonnal hadra foghatóak

### Munkahely számára
- az egyetemmel együttműködve a hallgatók specifikusabb tudással érkezhetnek
- már ismert, kipróbált munkavállalókat tudnak felvenni
- az így végzett új munkaerőknél lerövidül vagy már nem szükséges a betanítás

### Egyetem számára
- a gyakorlati hellyel együttműködve közvetlen képet kaphatnak az adott szakterület valódi igényeiről
- jobban tudják követni az adott szakterület fejlődését, trendjeit
- a visszajelzések alapján formálni tudják az oktatást

## Gyakorlati példák Magyarországon
- Szendvics-képzés a Dunaújvárosi Műszaki Főiskolán (1980)
- BME-Dunaferr Rt. együttműködés (1995)